# Arnošt Dadák
Arnošt Dadák (5. září 1887 Valašské Meziříčí – 5. dubna 1939 tamtéž) byl moravský podnikatel, zakladatel pražírny a balírny kávy Dadák.

## Život
Od mládí se věnoval obchodu s potravinami, zejména s kávou. V roce 1905 založil ve Valašském Meziříčí pražírnu a balírnu kávy. V dalších letech rozšířil své podnikání i na import čaje, koření a suchých plodů. V průběhu modernizace ve 20. letech zakoupil v roce 1927 pozemek proti sokolovně a vybudoval na něm továrnu a obchodní dům s kávou.
Byl veřejně aktivní jako člen Sokola, pěveckého sboru Moravských učitelů apod. Znal se nebo ještě blíže přátelil s Edvardem Benešem, T. G. Masarykem, Karlem Čapkem, Olgou Scheinpflugovou a dalšími osobnostmi své doby.
Dadák zemřel ve věku 51 let, na jeho skonu mělo podíl jak jeho vysoké pracovní nasazení, tak zklamání z politického vývoje po okupaci Československa Německem. V krátkém období mezi podpisem mnichovské dohody a smrtí v korespondenci aktivně obhajoval politiku T. G. Masaryka, který byl ze vzniklého stavu obviňován.
Firmu po něm zdědila manželka Božena, řídil ji jeho nejstarší syn Arnošt Dadák mladší (* 1920). Mladší z jeho tří dětí byla dcera Božena (* 1922) a nejmladší syn Jiří Dadák (* 1926), který se proslavil jako atletický reprezentant v hodu kladivem.